# Philippe Tiranty
Philippe Tiranty, né à Nice le 15 juillet 1883 et mort le 21 avril 1973 à Saint-Jean-Cap-Ferrat, est un inventeur, photographe et éditeur français.
Il est l'inventeur de la machine à affranchir le courrier. Il est également l'un des premiers fabricants et distributeurs d’appareils photo en France. Il a édité de nombreux ouvrages sur l'optique et sur les appareils photographiques, mais aussi sur Nice et la langue niçoise, notamment en éditant une grammaire niçoise et un glossaire niçois écrits par André Compan et le théâtre niçois écrit par Francis Gag et son camarade du Lycée Masséna le journaliste  Paul Gordeaux cofondateur avec lui de Lou Mesclun

## Biographie

### Enfance et débuts à Nice
Descendant d’une vieille famille niçoise, ses ancêtres étaient propriétaires de vastes terrains qui longeaient le Paillon et ils contribuèrent activement à l’aménagement de la place Masséna et de l’avenue Jean-Médecin à Nice, ils furent également à l’origine de la construction du Théâtre Tiranty devenu le Théâtre Français, haut lieu des partisans du rattachement de Nice à la France en 1860.le 31 juillet 1944 Aubert, Fulconis et Paschetta rencontrent, à l’hôtel Atlantic,  le capitaine Jacques Lécuyer, alias Sapin, commandant les F.F.I. du département... Le 10 septembre, Paul Gordeaux cousin de Paschetta  publie dans Combat un article intitulé " Autour de Nice de revendiquer : Tende et La Brigue doivent redevenir françaises". " Il faut réviser les frontières du Comté de Nice " - titre Combat, le 16 septembre. Gordeaux dans Combat, convoque tous les originaires de Tende et La Brigue pour le 18 septembre au soir, à 20 h. 30, chez Sassi, à son bar, boulevard Sainte-Agathe. (...) "A ma grande satisfaction, près de 200 Tendasques et Brigasques étaient présents ". Le " Comité d’action en vue du retour à la France des territoires de la Haute-Roya" prend un visage officiel le lundi 18 septembre 1944. " Affilié au Comité d’Etudes des Frontières, il avait bien sa vie propre "... Un bureau est nommé, réunissant Joseph Levrot,Charles Fenoglio, Aimable Gastaud, Marius Barucchi, Antoine Pastorelli, Oscar Lanteri-Minet, Pierre Donetta, Antoine et Alexandre Vassallo Philippe Tiranty... Les participants signent un bulletin attestant leur filiation et approuvant le " rattachement " des deux communes à la France, "conformément aux droits acquis par nos aïeux!" 
Philippe fait ses études au collège Stanislas et au lycée Masséna à Nice, mais renonce à rentrer à l’université. Passionné par la photographie, il se tourne vers les applications techniques de l’optique et crée, en 1907, le « Photo comptoir » à Nice.

### Déménagement à Paris
En 1915, il fonde une seconde affaire : un magasin en gros d’appareils photographiques, les « Établissements Philippe Tiranty » (EPT), au 91 rue Lafayette à Paris, établissement d’optique, de matériel photographique et atelier de fabrication d'instruments de précision. C'est dans ses ateliers que se fabriquent, entre autres, un instrument de précision, appelé "Bande Flamand" un enregistreur de vitesse pour les locomotives de la Compagnie des Chemins de fer PLM et un instrument optique pour les prises de vue aérienne.
Le 8 août 1923, il dépose le brevet de sa nouvelle invention : la machine à affranchir les lettres. Ce procédé est accepté et mis en service dès 1923, en France et en Angleterre, en usage dans la plupart des administrations et des sociétés importantes. Peu après, il cède le brevet à la société Havas et dès 1924 la première lettre affranchie à 25 centimes, valeur de l’affranchissement des lettres simples à l’époque, est frappée par la machine à affranchir au siège de la Société Nouvelle de Publicité située boulevard des Italiens à Paris et actuellement on l’utilise dans la plupart des pays.
En 1925, il représente la firme Leitz et lance en France le fameux appareil photographique « Leica » qui allait révolutionner la photographie, par sa maniabilité et son format 24 x 36. À son départ en retraite, au bout de trente ans de représentation de la marque, la firme Leica lui offre un appareil Leica en or, privilège partagé par quelques grands de ce monde, la reine Élisabeth II et Konrad Adenauer.

## Éditions Tiranty
Parallèlement à ses activités de commerce de matériel photo et cinéma, il fonde une maison d'édition pour partager autour de la photographie. Il édite annuellement l'Annuaire Tiranty : photo, cinéma. Il édite également les Causeries leicaïstes, une adaptation française du Leica-Brevier publié en Allemagne.

## Spécialités Tiranty
Il signe les appareils Leica qu'il vend avec la mention « S-T », abréviation de « Spécialités Tiranty », afin de reconnaître ceux qu'il a commercialisés, et ainsi assurer le service sur ces appareils.

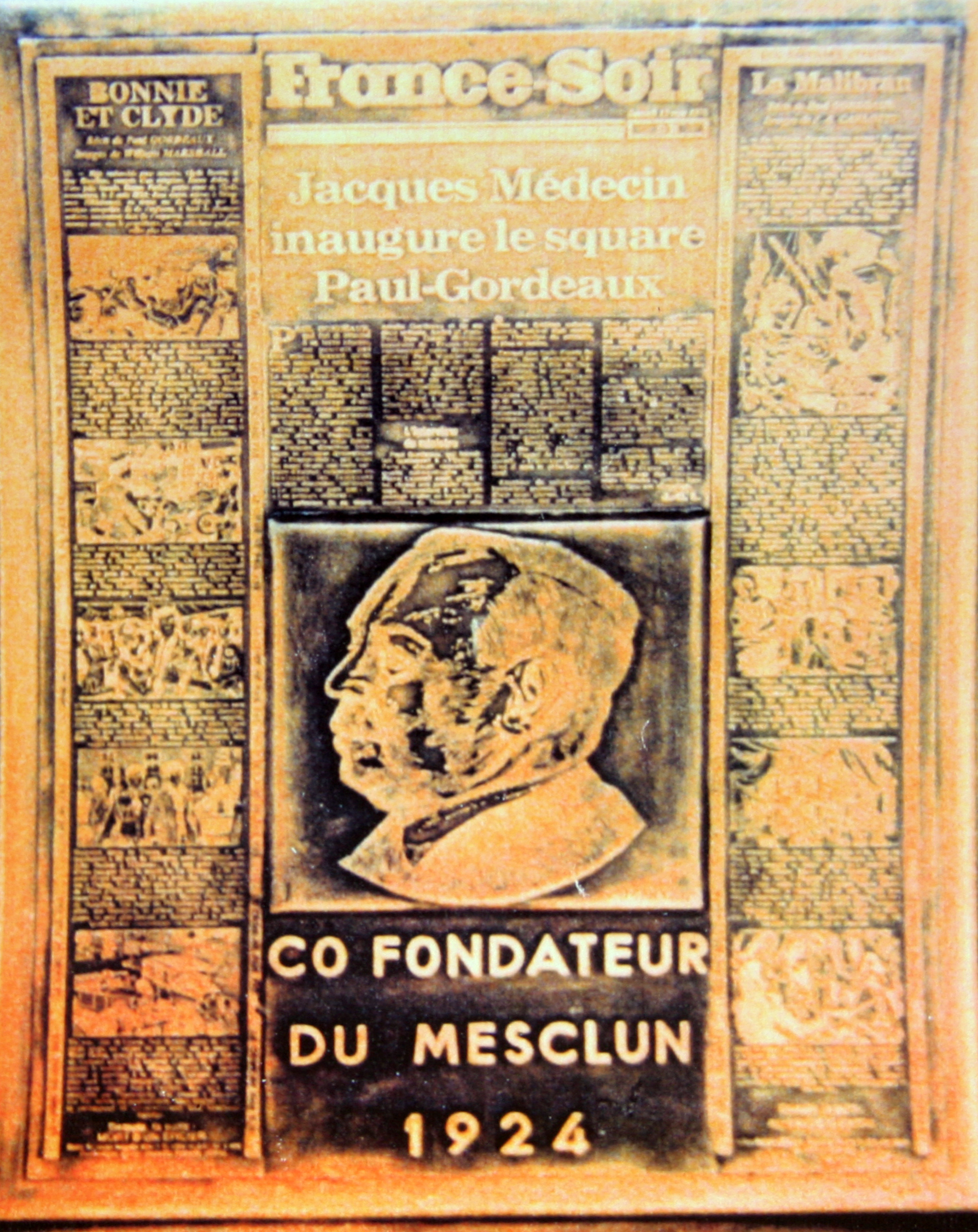

## Autres activités
Attaché à ses racines. Le 10 juillet 1924, à Paris, Philippe Tiranty et Paul Gordeaux, réunis avec de nombreux amis au Cochon d'Or (un célèbre restaurant de La Villette), décidèrent de créer le foyer des Amitiés niçoises, et de l'appeler "Lou Mesclun". Pour ces humoristes  humanistes, cette expression signifiait le " vrai vivre ensemble" Un mélange, du doux a  l'amer  laitue,mâche,roquette,chicorée,trévise,scarole,feuille de chêne, auxquelles on peut ajouter du pissenlit, des pousses d'épinard, du pourpier  ! 
Gordeaux, toujours prêt à rendre service à ses compatriotes (ou étrangers, comme Marcel Pagnol de Marseille), en difficulté dans la capitale, était surnommé le Consul de Nice à Paris  avec pour trésorier le mathématicien Paul Montel membre de l’Académie des sciences. Archives Nice-Matin
Philippe Tiranty en fut le président avec Paul Gordeaux comme  vice président fondateur  pendant plus de quarante-deux ans. Il était également membre de l'Académie des gastronomes, de l'Académie du vin de France, et vice-président du « Demi-siècle » à Paris
Philippe Tiranty est inhumé au cimetière de Louveciennes (partie ancienne).

## Hommages
En 1977, la Ville de Nice pour honorer sa mémoire et celle de sa mère, baptise une rue en plein cœur de la Ville, au nom de « Emma et Philippe Tiranty ».